# Martigné-sur-Mayenne

Martigné-sur-Mayenne este o comună în departamentul Mayenne, Franța. În 2009 avea o populație de 1,629 de locuitori.